# 馬明衡
马明衡（1491年—1557年），字子莘（子萃），號師山，福建承宣布政使司興化府莆田縣（今福建省莆田縣）人。明朝政治人物。

## 生平
正德八年（1513年）癸酉科福建乡试第七名举人，正德九年（1514年）联捷甲戌科三甲105名进士，任南京太常博士。嘉靖三年（1524年），授湖廣道監察御史。當時恰逢昭聖皇太后生辰，有旨免命婦朝賀。朱淛與馬明衡上疏反對。因為當時明世宗給予尊生母為太后，而兩人奏摺違背旨意。遂以離間宮闈，歸過於上，下詔獄拷訊。侍郎何孟春、御史蕭一中論救，均不被聽從。御史陳逅、季本，員外郎林應驄繼續上諫，明世宗更怒，一併將數人下詔獄并謫邊。當時明世宗欲殺死朱淛、馬明衡兩人，內閣大臣蔣冕稱道：“陛下有堯舜之治，奈何還有殺死諫臣之名。”久之，明世宗稍微解氣，遂欲戍之。蔣冕繼續請奏，并為之哭泣。於是改為杖刑八十，除名為民，兩人遂廢。廷臣雖多有論薦，不復召用。
明史将马明衡字载为“子萃”，经考证系记载错误。

## 家族
曾祖馬亹。祖父馬純二。父马思聪。母朱氏，封孺人。